# Anna Brooks
Anna Brooks (* 16. Juni 1974) ist eine britische Jazzmusikerin (Sopran- und Tenorsaxophon) und Komponistin.
Brooks absolvierte 1996 das Konservatorium in Birmingham nach einem Jazz- und Klassikstudium mit Auszeichnung. Sie wurde zunächst als Mitglied von John Mayers Indo Jazz Fusions bekannt, mit dem sie auch das Album Asian Airs aufnahm und durch Indien, Bangladesch und Sri Lanka tourte. Weiterhin war sie im Walsall Jazz Orchestra, bei The Drifters, Roy Woods Big Band und bei Roy G. Hemmings’ Dictionary of Soul tätig. 2002 präsentierte sie sich auf dem Cheltenham International Jazz Festival, dann auch auf dem Jazz Festival Montreux; in der Folge erhielt sie mehrere Kompositionsaufträge. Sie leitet ihr eigenes Quintett. Daneben ist sie Mitglied der amerikanischen The Brooklyn Funk Essentials. Auch schrieb sie Filmmusiken und ist als Saxophonlehrerin am Konservatorium von Birmingham tätig.

## Diskographische Hinweise
- My Time (2002)
- Going My Way (2007)